# Frameserver
Un frameserver est un logiciel qui transmet un flux vidéo à un autre programme (le « frameclient »). Cela évite notamment l'écriture de fichiers temporaires sur le disque et permet d'outre-passer les tailles limites de fichiers d'entrée de certains logiciels (généralement 2Go).
De plus, le frameserver produisant un flux de vidéo non compressée, la compatibilité avec le frameclient est accrue. On peut donc se servir du frameserver comme outil pour lever une incompatibilité avec un logiciel, à condition que ce dernier puisse être utilisé comme frameclient. Le flux vidéo passe par l'intermédiaire d'un pseudo-fichier dans lequel le frameserver écrit et depuis lequel le frameclient lit.
Certains logiciels offrent à la fois les fonctionnalités de frameclient et de frameserver. Par exemple, VirtualDub peut être utilisé comme frameclient. Il peut être aussi utilisé comme frameserver pour transmettre le flux vidéo à Windows Media Encoder qui jouera lui le rôle de frameclient.
La plupart des encodeurs peuvent servir de frameclient.

## Logiciels
- AviSynth pour Windows (OpenSource)
- Avisynth 3.0 pour Windows et Linux (OpenSource)
- VirtualDub pour Windows (OpenSource)